# Ljubavnici iz Valdara
Ljubavnici iz Valdara su dva ljudska kostura sahranjena prije otprilike 6000 godina. Nađeni su 2007. godine u neolitskoj grobnici u blizini sela Valdaro u Italiji. Zakopani su okrenuti jedno prema drugom u zagrljaju.
Arheologinja Elena Maria Menotti je vodila iskop. Antropolozi smatraju da par nije bio stariji od 20 godina u trenutku smrti i da im je tjelesna visina bila oko 157 cm, što je bilo uobičajeno za razdoblje mlađeg kamenog doba. Kod muškarca u predjelu vrata nalazio se kremeni vrh strijele, dok je kod žene bile dugačka kremena oštrica duž bedra, kao i dva kremena noža ispod zdjelice. Nakon osteološkog pregleda utvrđeno je da kremene alatke nisu imale veze sa smrću osoba jer nisu nađeni prijelomi niti mikrotraume na kostima. Također je ustanovljeno da par nije umro nasilnom smrću. Vjerojatno je da su kremene alatke pokopane kao grobni prilozi.
Na području Sjeverne Italije pronađeni su deseci neolitskih grobnica. Većina njih su bili pojedinačne grobnice, neke masovne, neki dvostruki pokopi majke i djeteta, nekada i glava zakopana ispod nastambe, ali muškarac i žena zagrljeni, isprepletenih ruku i nogu, nikada prije nisu pronađeni.
Tijekom iskopa, Menotti je odlučila da se par ne razdvaja, stoga je arheološki tim iskopao čitav blok zemlje u kome su dvoje sahranjenih i premjestio ih u drvenu kutiju. Par je nakratko izložen u Međunarodnom arheološkom muzeju u Mantovi 2011. godine, blizu mjesta pronalaska. 2014. godine su trajno izloženi u istom muzeju unutar staklene kutije.